# Murglaie
Murglaie, Murgleys, ou Murgleis est l'épée du comte Ganelon, le traître franc ennemi de Roland dans La Chanson de Roland.
Selon la version française, son « pommeau d'or » contient une « relique sacrée ». Dans l'adaptation en moyen haut allemand Rolandslied, de Konrad der Pfaffe ), l'épée est appelée Mulagir et présentée comme le « meilleur scramasaxe (coutelas) de toute la France ». Forgée par l'artisan Madelger à Ratisbonne, une pierre rouge brille à son pommeau.

## Étymologie
Dorothy L. Sayers, une traductrice de La Chanson de Roland suggère que l'épée signifie « marque de la mort ». La belge Rita Lejeune estime que la traduction correcte est « épée maure » tandis que l'arabiste James A. Bellamy a proposé l'étymologie arabe māriq ʾalyas, « vaillant perceur ».
Au moins trois épées portant ce nom apparaissent dans d'autres chansons de geste : 
- Murglaie - épée d'Elias, le Chevalier au cygne du cycle des croisades ;
- Murglaie - épée de Cornumarant, le roi sarrasin de Jérusalem, prise par Baudouin de Syrie ;
- Murglaie ou Morglay - épée de Beuve de Hanstone, traduit par « glaive de mort »[4].